# فهرست کلیساهای ایروان
در زیر فهرستی از کلیساها و کلیساهای جامع در شهر ایروان پایتخت جمهوری ارمنستان همراه با سبک معماری آنها آورده شده‌است:

## کلیساهای فعال

### کلیسای حواری ارمنی
| نام                               | تصویر                                                   | وقف                   | مکان                                          | معمار                                          | سبک                                     | مختصات                                                        |
| --------------------------------- | ------------------------------------------------------- | --------------------- | --------------------------------------------- | ---------------------------------------------- | --------------------------------------- | ------------------------------------------------------------- |
| کلیسای کاتولیک                    |                                                         | ۱۲۶۴                  | ۱۵/۱ خیابان آبوویان، ناحیه کنترون             |                                                | بازیلیکای گنبددارِ تک شبستان             | ۴۰°۱۱′۰۴″شمالی ۴۴°۳۱′۰۸″شرقی / ۴۰٫۱۸۴۳۳۸°شمالی ۴۴٫۵۱۸۹۷۹°شرقی |
| کلیساهای هاکوب مقدس               |                                                         | ۱۶۷۹                  | ۲۰/۱ کاناکر خیابان ۶ام، ناحیه کاناکر زیتون    |                                                | بازیلیکای سه شبستان بدون گنبد           | ۴۰°۱۳′۱۳″شمالی ۴۴°۳۲′۰۶″شرقی / ۴۰٫۲۲۰۳۴۵°شمالی ۴۴٫۵۳۴۹۶۹°شرقی |
| کلیسای زورآوور آستواتساتسین مقدس  |                                                         | ۱۶۹۴ (۱۶۹۳)           | ۴ خیابان تومانیان کوچه ۲ام، ناحیه کنترون      |                                                | بازیلیکای سه شبستان بدون گنبد           | ۴۰°۱۱′۱۰″شمالی ۴۴°۳۰′۳۵″شرقی / ۴۰٫۱۸۶۱۶۴°شمالی ۴۴٫۵۰۹۶۰۰°شرقی |
| کلیسای گئورگ مقدس                 |                                                         | اواخر سده ۱۷ام میلادی | نوراگاویت ۷ام خیابان، ناحیه شنگاویت           |                                                | بازیلیکای سه شبستان بدون گنبد           | ۴۰°۰۷′۰۳″شمالی ۴۴°۲۸′۲۶″شرقی / ۴۰٫۱۱۷۶۰۸°شمالی ۴۴٫۴۷۳۷۶۳°شرقی |
| کلیسای جان تعمیددهنده مقدس        |                                                         | ۱۷۱۰                  | ۱۵ خیابان کوزرن، ناحیه کنترون                 | باغداسار آرزومانیان و آرگ ایسرائلیان (بازسازی) | صلیبی شکل                               | ۴۰°۱۱′۰۷″شمالی ۴۴°۳۰′۱۴″شرقی / ۴۰٫۱۸۵۳۴۶°شمالی ۴۴٫۵۰۳۷۵۱°شرقی |
| کلیسای جامع سارکیس مقدس           |                                                         | ۱۸۴۲                  | ۲۱ خیابان ایسرائیلیان، ناحیه کنترون           | رافائل ایسرائلیان (تعمیر)                      | مستطیل با تأکید عمودی                   | ۴۰°۱۰′۳۸″شمالی ۴۴°۳۰′۰۸″شرقی / ۴۰٫۱۷۷۰۹۲°شمالی ۴۴٫۵۰۲۲۰۴°شرقی |
| کلیسای یکشنبه مقدس                |                                                         | سده ۱۹ام میلادی       | نوراگاویت ۷ام خیابان، ناحیه شنگاویت           |                                                | بازیلیکای تک شبستان بدون گنبد           | ۴۰°۰۷′۰۳″شمالی ۴۴°۲۸′۲۴″شرقی / ۴۰٫۱۱۷۴۲۴°شمالی ۴۴٫۴۷۳۳۱۱°شرقی |
| نمازخانه آنائیس مقدس              |                                                         | ۱۸۸۹                  | ۴ تومانیان خیابان کوی دوم، ناحیه کنترون       |                                                | بازیلیکای گنبددارِ تک شبستان             | ۴۰°۱۱′۱۰″شمالی ۴۴°۳۰′۳۴″شرقی / ۴۰٫۱۸۶۱۱۷°شمالی ۴۴٫۵۰۹۳۹۵°شرقی |
| صومعه صلیب مقدس                   |                                                         | ۱۹۹۱                  | ناحیه شنگاویت                                 | روبن گاسپاریان                                 | بازیلیکای تک شبستان بدون گنبد           |                                                               |
| کلیسای مریم مقدس، نورک ماراش      | Yerevan, Nork-Marash district, Surp Astvatsatsin Church | ۱۹۹۵                  | ۲۲۵ خیابان آرمناک آرمناکیان، ناحیه نورک ماراش |                                                | شعاعی                                   | ۴۰°۱۱′۱۳″شمالی ۴۴°۳۲′۲۸″شرقی / ۴۰٫۱۸۶۸۲۵°شمالی ۴۴٫۵۴۱۰۸۱°شرقی |
| کلیسای مریم مقدس، مالاتیا سباستیا |                                                         | ۱۹۹۸                  | خیابان رومانوس ملیکیان، ناحیه مالاتیا سباستیا | هراچیا گاسپاریان                               | شعاعی                                   | ۴۰°۱۰′۴۶″شمالی ۴۴°۲۷′۲۶″شرقی / ۴۰٫۱۷۹۳۵۴°شمالی ۴۴٫۴۵۷۳۳۵°شرقی |
| نمازخانه شهدای وارطاناتس مقدس     |                                                         | ۱۹۹۸                  | یرابلور، ناحیه مالاتیا سباستیا                |                                                | بازیلیکای گنبددارِ تک شبستان             | ۴۰°۰۹′۳۸″شمالی ۴۴°۲۷′۱۵″شرقی / ۴۰٫۱۶۰۴۳۶°شمالی ۴۴٫۴۵۴۱۷۸°شرقی |
| کلیسای سارگیس مقدس                |                                                         | ۲۰۰۰                  | ۵ام بلوک خیابان گالشویان، ناحیه نور نورک      | باغداسار آرزومانیان                            | دوار                                    | ۴۰°۱۰′۵۴″شمالی ۴۴°۳۳′۵۵″شرقی / ۴۰٫۱۸۱۵۶۱°شمالی ۴۴٫۵۶۵۳۴۷°شرقی |
| کلیسای جامع سنت گریگور روشنگر     |                                                         | ۲۰۰۱                  | خیابان یرواند کوچار، ناحیه کنترون             | استپان کورکچیان                                | ترکیب صلیبی شکل و مستطیل با تأکید عمودی | ۴۰°۱۰′۱۹″شمالی ۴۴°۳۱′۰۰″شرقی / ۴۰٫۱۷۲۰۶۲°شمالی ۴۴٫۵۱۶۷۶۲°شرقی |
| کلیسای مریم مقدس، آوان            |                                                         | ۲۰۰۲                  | خیابان مارشال باباجانیان، ناحیه آوان          | گریشا ملیک-سارگسیان                            | صلیبی شکل                               | ۴۰°۱۳′۱۱″شمالی ۴۴°۳۴′۵۹″شرقی / ۴۰٫۲۱۹۸۳۱°شمالی ۴۴٫۵۸۳۰۹۲°شرقی |
| کلیسای شهدای مقدس (داوتاشن)       |                                                         | ۲۰۰۳                  | خیابان ساسنا تسرر، ناحیه داوتاشن              | لوون اومدیان                                   | بازیلیکای گنبددارِ تک شبستان             | ۴۰°۱۲′۵۰″شمالی ۴۴°۲۹′۱۹″شرقی / ۴۰٫۲۱۳۸۹۵°شمالی ۴۴٫۴۸۸۷۳۱°شرقی |
| کلیسای تثلیث مقدس                 |                                                         | ۲۰۰۵                  | ۱۱ خیابان رافی، ناحیه مالاتیا سباستیا         | باغداسار آرزومانیان                            | دوار                                    | ۴۰°۱۰′۲۸″شمالی ۴۴°۲۶′۳۲″شرقی / ۴۰٫۱۷۴۳۳۲°شمالی ۴۴٫۴۴۲۲۵۲°شرقی |
| کلیسای صلیب مقدس، چارباخ          |                                                         | ۲۰۰۶                  | نرکین چارباخ خیابان ۸ام، ناحیه شنگاویت        | هراچیا گاسپاریان                               | صلیبی شکل                               | ۴۰°۰۷′۳۹″شمالی ۴۴°۲۶′۴۵″شرقی / ۴۰٫۱۲۷۵۳۲°شمالی ۴۴٫۴۴۵۹۱۳°شرقی |
| کلیسای مریم مقدس (نور نورک)       |                                                         | ۲۰۱۴                  | پارک فریتیوف نانسن، ناحیه نور نورک            | آلبرت سوخیکیان آرتاشس سوخیکیان                 | بازیلیکای گنبددارِ تک شبستان             | ۴۰°۱۱′۵۷″شمالی ۴۴°۳۳′۴۴″شرقی / ۴۰٫۱۹۹۰۷۴°شمالی ۴۴٫۵۶۲۲۴۰°شرقی |
| کلیسای شهدای مقدس (نوباراشن)      |                                                         | ۲۰۱۵                  | خیابان ۱۳ام، ناحیه نوباراشن                   | آرتاک قولیان                                   | شعاعی                                   | ۴۰°۰۵′۱۹″شمالی ۴۴°۳۲′۵۴″شرقی / ۴۰٫۰۸۸۵۲۹°شمالی ۴۴٫۵۴۸۱۹۹°شرقی |
| کلیسای آنا مقدس، ایروان           |                                                         | ۲۰۱۵                  | خیابان آبوویان، ناحیه کنترون                  | واهاگن موسیسیان                                | صلیبی شکل                               | ۴۰°۱۱′۰۴″شمالی ۴۴°۳۱′۰۹″شرقی / ۴۰٫۱۸۴۴۰۴°شمالی ۴۴٫۵۱۹۰۹۶°شرقی |
| کلیسای صلیب مقدس، آرابکیر         |                                                         | ۲۰۱۸                  | خیابان کومیتاس، ناحیه آرابکیر                 | آرتاک قولیان                                   | مستطیل با تأکید عمودی                   |                                                               |

### کلیساهایکلیسای ارتدکس روسی
| نام              | تصویر | وقف  | مکان                                             | معمار            | سبک                                            | مختصات                                                        |
| ---------------- | ----- | ---- | ------------------------------------------------ | ---------------- | ---------------------------------------------- | ------------------------------------------------------------- |
| شفاعت مادر مقدس  |       | ۱۹۱۶ | ۶۸ خیابان زاکاریا کاناکه‌رتسی، ناحیه کاناکر زیتون | فئودور ورژبیتسکی | ترکیب ناقوس و سبک کلیساهای کشتی مانند تک گنبدی | ۴۰°۱۳′۲۷″شمالی ۴۴°۳۲′۴۴″شرقی / ۴۰٫۲۲۴۰۸۷°شمالی ۴۴٫۵۴۵۵۸۳°شرقی |
| کلیسای صلیب مقدس |       | ۲۰۱۷ | خیابان دریاسالار ایساکوف، ناحیه مالاتیا سباستیا  |                  | چهار اسکله سبک کلیسا                           |                                                               |

## کلیساهای نیمه ویران

### کلیساهای حواری ارمنی
| نام                                               | تصویر | وقف                    | مکان                                          | معمار | سبک                            | مختصات                                                        |
| ------------------------------------------------- | ----- | ---------------------- | --------------------------------------------- | ----- | ------------------------------ | ------------------------------------------------------------- |
| کلیسای کاتوغیک تسیراناور آوان (آوان) (نیمه ویران) |       | ۵۹۱                    | خیابان مارشال خودیاکوف کوی ۲ام، ناحیه آوان    |       | شعاعی                          | ۴۰°۱۲′۵۴″شمالی ۴۴°۳۴′۱۹″شرقی / ۴۰٫۲۱۵۱۰۱°شمالی ۴۴٫۵۷۱۹۷۰°شرقی |
| Սուրբ Աստվածածին եկեղեցի (آوان) (نیمه ویران)      |       | ابتدای سده ۴ام میلادی  | خیابان نوِر سافاریان، ناحیه آوان               |       | تکی-بازیلیکای شبستان بدون گنبد | ۴۰°۱۲′۴۶″شمالی ۴۴°۳۴′۴۱″شرقی / ۴۰٫۲۱۲۷۸۷°شمالی ۴۴٫۵۷۸۰۸۷°شرقی |
| نمازخانه هوهانس مقدس (آوان) (نیمه ویران)          |       | ابتدای سده ۱۴ام میلادی | خیابان نوِر سافاریان، ناحیه آوان               |       | تکی-بازیلیکای شبستان بدون گنبد | ۴۰°۱۲′۴۴″شمالی ۴۴°۳۴′۴۰″شرقی / ۴۰٫۲۱۲۱۷۲°شمالی ۴۴٫۵۷۷۶۷۰°شرقی |
| hy:Սուրբ Աստվածածին եկեղեցի (Քանաքեռ) (کاناکر)    |       | ۱۶۹۵                   | ۶ام خیابان کاناکر کوی ۲ام، ناحیه کاناکر زیتون |       | بازیلیکای سه شبستان بدون گنبد  | ۴۰°۱۳′۱۸″شمالی ۴۴°۳۲′۰۳″شرقی / ۴۰٫۲۲۱۷۲۳°شمالی ۴۴٫۵۳۴۰۶۶°شرقی |
| hy:Սուրբ Աստվածածին եկեղեցի (Ավան) (آوان)         |       | سده ۱۹ام میلادی        | آوان خیابان ۱۴ام کوچه ۴ام، ناحیه آوان         |       | تکی-بازیلیکای شبستان بدون گنبد |                                                               |

## کلیساهای کاملاً تخریب شده

### ارمنی ارتدوکس
| نام                               | تصویر | وقف             | تخریب    | مکان                                                         | معمار | سبک                            | مختصات |
| --------------------------------- | ----- | --------------- | -------- | ------------------------------------------------------------ | ----- | ------------------------------ | ------ |
| کلیسای پوغوس و پطروس مقدس، ایروان |       | سده ۵ام میلادی  | ۱۹۳۰     | جایگزین با سینما مسکو در خیابان آبوویان، ناحیه کنترون        |       | تکی-بازیلیکای شبستان بدون گنبد |        |
| کلیسای مادر خدا کاتوگیکه          |       | سده ۷ام میلادی  | ۱۹۳۶     | جایگزین شده توسط مؤسسه زبان در خیابان آبوویان، ناحیه کنترون  |       | کلیسای گنبدی سه شبستانی        |        |
| کلیسای گتسیمانی                   |       | دهه ۱۶۹۰        | دهه ۱۹۲۰ | جایگزینی تالار اپرای ایروان در خیابان تومانیان، ناحیه کنترون |       | تکی-بازیلیکای شبستان بدون گنبد |        |
| نمازخانه ملر                      |       | سده ۱۹ام میلادی | دهه ۱۹۳۰ | جایگزینیپانتئون کومیتاس در خیابان آرشاکونیاتس، ناحیه شنگاویت |       | صلیب شکل                       |        |
| کلیسای سنت گرگوری روشنگر          |       | ۱۹۰۰            | ۱۹۴۹     | جایگزین مدرسه یقیشه در خیابان آمیریان، ناحیه کنترون شد       |       | صلیب شکل                       |        |

### ارتدوکس روسی
| نام                    | تصویر | وقف                      | تخریب | مکان                                        | معمار                          | سبک                  | مختصات |
| ---------------------- | ----- | ------------------------ | ----- | ------------------------------------------- | ------------------------------ | -------------------- | ------ |
| کلیسای جامع سنت نیکلای |       | نیمه دوم سده ۱۹ام میلادی | ۱۹۳۱  | میدان شاهومیان جایگزین شده‌است، ناحیه کنترون | واسیلی میرزویان، نیکیتا کیتکین | چهار اسکله سبک کلیسا |        |

## در دست ساخت

### کلیسای حواری ارمنی
| نام                 | تصویر | وقف     | مکان                              | معمار         | سبک                                   | مختصات |
| ------------------- | ----- | ------- | --------------------------------- | ------------- | ------------------------------------- | ------ |
| کلیسای مترجمان مقدس |       | نامعلوم | بزرگراه تفلیس، ناحیه آرابکیر      | اریک اوهانیان | دوار                                  |        |
| کلیسای سورپ میترِتس  |       | نامعلوم | خیابان آزادیخواهان، ناحیه اربونی  | آرتاک قولیان  | ترکیب صلیب شکل و مستطیل عمودی         |        |
| کلیسای شهدای مقدس   |       | ۲۰۲۰    | خیابان آرشاکونیاتس، ناحیه شنگاویت | آرتاک قولیان  | ترکیب صلیب شکل و مستطیل و عمودی شکل☃☃ |        |